# علم البيئة
علم البيئة أو البيئيَّات (أو بالنقل الحرفي إيكولوجيا من اليونانية: οἶκος، «المنزل» أو «البيئة»؛ -λογία، والتي تعني «دراسة») هو فرع من فروع علم الأحياء الذي يدرس التفاعلات بين الكائنات الحية وبيئتها الفيزيائية الحيوية، والتي تشمل كلًا من الكائنات الحية والمكونات غير الحية. تشمل الموضوعات ذات الأهمية التنوع البيولوجي والتوزيع والكتلة الحيوية ومجموعات الكائنات الحية، وكذلك التعاون والمنافسة داخل الأنواع وفيما بينها. النظم البيئية هي عبارة عن تفاعل حيوي بين أنظمة الكائنات الحية والمجتمعات التي تتكون منها والمكونات غير الحية لبيئتها. عمليات النظام البيئية، مثل الإنتاج الأولي، تكون التربة، تدوير المواد الغذائية، وعملية بناء الموطن، تنظم تدفق الطاقة والمواد من خلال بيئة. هذه العمليات تدعمها الكائنات الحية ذات سمات تاريخ الحياة المحددة.
البيئة ليست مرادفة للنظرية البيئية أو التاريخ الطبيعي أو العلوم البيئية. إنها تتداخل مع العلوم وثيقة الصلة بعلم الأحياء التطوري وعلم الوراثة وعلم الأخلاق.
لعلم البيئة تطبيقات عملية في علم الحفظ الحيوي، وإدارة الأراضي الرطبة، وإدارة الموارد الطبيعية (علم البيئة الزراعية، الزراعة، الحراجة الزراعية، مصائد الأسماك)، تخطيط المدن (البيئة الحضرية)، صحة المجتمع، الاقتصاد، العلوم الأساسية والتطبيقية، والتفاعل الاجتماعي البشري (البيئة البشرية). على سبيل المثال، يعامل نهج دوائر الاستدامة البيئة على أنها أكثر من البيئة «الموجودة». لا يعامل بشكل منفصل عن البشر. الكائنات الحية (بما في ذلك البشر) والموارد تشكل النظم البيئية التي بدورها، تحافظ على آليات التغذية المرتدة البيوفيزيائية التي تعمل على تخفيف العمليات التي تعمل على المكونات الحية وغير الحية في الكوكب. تدعم النظم البيئية الوظائف الداعمة للحياة وتنتج رأس مال طبيعي مثل إنتاج الكتلة الحيوية (الغذاء والوقود والألياف والدواء)، وتنظيم المناخ، والدورات الكيميائية البيوجيولوجية العالمية، وترشيح المياه، وتشكيل التربة، ومكافحة التآكل، وحماية الفيضانات، والعديد من الميزات الطبيعية الأخرى ذات قيمة علمية أو تاريخية أو اقتصادية أو جوهرية.
كلمة «علم البيئة» ("Ökologie") صاغها العالم الألماني إرنست هيكل في عام 1866. الفكر الإيكولوجي مشتق من التيارات الراسخة في الفلسفة، وخاصة من الأخلاق والسياسة. وضع الفلاسفة اليونانيون القدماء مثل أبقراط وأرسطو أسس علم البيئة في دراساتهم حول التاريخ الطبيعي. أصبحت البيئة الحديثة علمًا أكثر صرامة في أواخر القرن التاسع عشر. أصبحت المفاهيم التطورية المتعلقة بالتكيف والانتقاء الطبيعي حجر الأساس في النظرية البيئية الحديثة.

## التاريخ

### البدايات المبكرة
علم البيئة له أصول معقدة، ويرجع ذلك في جزء كبير منه إلى طبيعته متعددة التخصصات. كان فلاسفة اليونان القدماء مثل أبقراط وأرسطو من بين أول من سجل الملاحظات على التاريخ الطبيعي. ومع ذلك، فقد رأوا الحياة من حيث الأصولية، حيث تم تصور الأنواع كأشياء ثابتة لا تتغير بينما كانت الأصناف تعتبر انحرافات من النوع المثالي. يتناقض هذا مع الفهم الحديث للنظرية البيئية حيث يُنظر إلى الأصناف على أنها ظواهر حقيقية ذات أهمية ولها دور في أصول التكيف عن طريق الانتقاء الطبيعي. يمكن تتبع المفاهيم المبكرة لعلم البيئة، مثل التوازن والتنظيم في الطبيعة، إلى هيرودوت (توفي عام 425 قبل الميلاد). كان أرسطو له تأثير مبكر على التطور الفلسفي للبيئة. أدلى هو وطالبه ثيوفراستوس بملاحظات مكثفة حول هجرات النبات والحيوان، والجغرافيا الحيوية، وعلم وظائف الأعضاء، وسلوكهم، مع إعطاء تناظرية مبكرة للمفهوم الحديث للمكانة البيئية.
تم تطوير المفاهيم البيئية مثل سلاسل الغذاء وتنظيم السكان والإنتاجية لأول مرة في القرن الثامن عشر، من خلال الأعمال المنشورة للعالم المجهري أنطوني فان ليفينهوك (1632-1723) وعالم النبات ريتشارد برادلي (1688؟ - 1732). كان عالم الجغرافيا الحيوية ألكسندر فون هومبولت (1769–1859) رائداً مبكراً في التفكير البيئي وكان من بين أوائل من عرفوا التدرجات البيئية، حيث يتم استبدال الأنواع أو تغييرها في شكل على طول التدرجات البيئية، مثل تكوين جسيمات على طول ارتفاع. استوحى هومبولت الإلهام من إسحاق نيوتن حيث طور شكلاً من أشكال «الفيزياء الأرضية». قدم دقة علمية للقياس في التاريخ الطبيعي، ولمح إلى المفاهيم التي تشكل أساس قانون بيئي حديث بشأن العلاقات بين الأنواع إلى المنطقة. وضع المؤرخون الطبيعيون، مثل هومبولت، جيمس هوتون، وجان باتيست لامارك (من بين آخرين) أسس العلوم البيئية الحديثة. مصطلح «البيئة» (الألمانية: Oekologie ،Ökologie) صاغه إرنست هيكل في كتابه "Generelle Morphologie der Organismen". كان هيكل هو عالم الحيوان والفنان والكاتب، وبعد ذلك أستاذ علم التشريح المقارن.
تختلف الآراء حول من كان مؤسس النظرية البيئية الحديثة. يصنف البعض تعريف هيجل على أنه البداية؛ يقول آخرون إنه كان «يوجينيس وارمينج» مع كتابه «علم نبات النباتات: مقدمة لدراسة المجتمعات النباتية (1895)»، أو مبادئ كارل لينيوس حول اقتصاد الطبيعة التي نضجت في أوائل القرن الثامن عشر. أسس لينيوس فرعًا مبكرًا من علم البيئة أطلق عليه اسم اقتصاد الطبيعة. أثرت أعماله على تشارلز داروين، الذي تبنى عبارة لينيوس حول الاقتصاد أو نظام الحكم في أصل الأنواع. كان لينيوس أول من وضع إطارًا لميزان الطبيعة كفرضية قابلة للاختبار. قام هيجل، الذي أعجب بعمل داروين، بتحديد البيئة في إشارة إلى اقتصاد الطبيعة، مما أدى بالبعض إلى التشكيك في ما إذا كانت البيئة واقتصاد الطبيعة مترادفان.
من أرسطو حتى داروين، كان العالم الطبيعي في الغالب ثابتًا ولا يتغير. قبل نشأة الأنواع، كان هناك القليل من التقدير أو الفهم للعلاقات الديناميكية والمتبادلة بين الكائنات الحية، وتكييفها، والبيئة. الاستثناء هو منشور "1789 History of Selborne" الذي كتبه غيلبرت وايت (1720-1793)، والذي يعتبره البعض من أوائل النصوص في علم البيئة. بينما يُشار إلى تشارلز داروين بشكل رئيسي على أطروحته عن التطور، كان أحد مؤسسي بيئة التربة، ولاحظ أول تجربة بيئية في أصل الأنواع. غيرت النظرية التطورية الطريقة التي تناول بها الباحثون العلوم البيئية.

### منذ عام 1900
علم البيئة الحديث هو علم شاب استحوذ أولاً على اهتمام علمي كبير في نهاية القرن التاسع عشر (في نفس الوقت الذي كانت فيه الدراسات التطورية تكتسب اهتمامًا علميًا). قد تكون العالمة إيلين سوالو ريتشاردز قد قدمت لأول مرة مصطلح «علم البيئة» (الذي تحول في النهاية إلى الاقتصاد المنزلي) في الولايات المتحدة في أوائل عام 1892.
في أوائل القرن العشرين، انتقلت البيئة من شكل أكثر وصفًا للتاريخ الطبيعي إلى شكل تحليلي أكثر للتاريخ الطبيعي العلمي. نشر فريدريك كليمنتس أول كتاب بيئي أمريكي في عام 1905، قدم فكرة المجتمعات النباتية باعتبارها كائنًا حيًا كبيرًا. أطلق هذا المنشور نقاشًا بين الشمولية الإيكولوجية والفردية التي استمرت حتى سبعينيات القرن الماضي. اقترح مفهوم الكائنات الحية الدقيقة لكليمنتس أن تتطور النظم البيئية من خلال المراحل المنتظمة والمحددة من التطور المسلسل التي تشبه المراحل التنموية للكائن الحي. واجه نموذج هنري كليمنتس تحديا من قبل ويليام هنري جليسون، الذي ذكر أن المجتمعات البيئية تتطور من الارتباط الفريد والمتزامن للكائنات الفردية. هذا التحول الحسي وضع التركيز مرة أخرى على تاريخ حياة الكائنات الفردية وكيف يرتبط ذلك بتطور الجمعيات المجتمعية.
كانت نظرية الكائنات الحية الدقيقة تطبيقًا مفرطًا لشكل مثالي من الشمولية. مصطلح «الشمولية» تم صياغته في عام 1926 من قبل جان سموتس، وهو جنرال جنوب أفريقي وشخصية تاريخية مستقطبة مستوحاة من مفهوم كليمنتس العضوي الفائق. في نفس الوقت تقريبا، ابتكر تشارلز إلتون مفهوم سلاسل الغذاء. في كتابه الكلاسيكي «البيئة الحيوانية». عرّف إلتون العلاقات البيئية باستخدام مفاهيم سلاسل الغذاء، ودورات الغذاء، وحجم الغذاء، ووصف العلاقات العددية بين المجموعات الوظيفية المختلفة ووفرتها النسبية. تم استبدال «دورة الغذاء» لإلتون بـ«شبكة الغذاء» في نص بيئي لاحق. جلب ألفريد لوتكا العديد من المفاهيم النظرية التي تطبق المبادئ الديناميكية الحرارية على البيئة.
في عام 1942، كتب ريموند ليندمان ورقة بحثية عن الديناميات التغذوية للبيئة، والتي نُشرت بعد وفاتها بعد رفضها في البداية بسبب تأكيدها النظري. أصبحت ديناميات التغذية الأساس لكثير من العمل لمتابعة الطاقة وتدفق المواد من خلال النظم البيئية. قام روبرت آرثر بنظرية وتنبؤات واختبارات رياضية متقدمة في علم البيئة في الخمسينيات من القرن العشرين، والتي ألهمت مدرسة جديدة لعلماء البيئة النظريين. تطورت البيئة أيضًا من خلال مساهمات من دول أخرى، بما في ذلك فلاديمير فرنادسكي الروسي وتأسيسه لمفهوم المحيط الحيوي في عشرينيات القرن العشرين والياباني كينجي إيمانيشي ومفاهيمه للتناغم في الطبيعة وعزل الموائل في الخمسينيات. يعوق الحواجز اللغوية والترجمة الإدراك العلمي للمساهمات في البيئة من الثقافات غير الناطقة بالإنجليزية.
ارتفعت البيئة في الاهتمام الشعبي والعلمي خلال الحركة البيئية 1960-1970. هناك روابط تاريخية وعلمية قوية بين البيئة والإدارة البيئية والحماية. إن التركيز التاريخي والكتابات الشعرية الطبيعية التي تدافع عن حماية الأماكن البرية من قبل علماء البيئة البارزين في تاريخ البيولوجيا المحافظة، مثل ألدو ليوبولد وآرثر تانسلي، قد تم إزالتها من المراكز الحضرية حيث يُزعم أن تركيز التلوث ويقع التدهور البيئي. يلاحظ بالامار (2008) تطغى على البيئة السائدة للنساء الرائدات في أوائل القرن العشرين الذين قاتلوا من أجل البيئة الصحية الحضرية (التي كانت تسمى آنذاك علم الرفاهية) وأحدثوا تغييرات في التشريعات البيئية. كانت نساء مثل إيلين سوالو ريتشاردز وجوليا لاثروب، من بين آخرين، مقدمة للحركات البيئية الأكثر شعبية بعد الخمسينيات.
في عام 1962، ساعد كتاب البيولوجيا البحرية وعالمة البيئة راشيل كارسون الربيع الصامت في تعبئة الحركة البيئية من خلال تنبيه الجمهور إلى المبيدات الحشرية السامة، مثل ثنائي كلورو ثنائي فينيل ثلاثي كلورو الإيثان، التي تتراكم أحيائياً في البيئة. استخدم كارسون العلوم البيئية لربط إطلاق السموم البيئية بصحة الإنسان والنظام البيئي. منذ ذلك الحين، عمل علماء البيئة على تجسير فهمهم لتدهور النظم الإيكولوجية للكوكب مع السياسة البيئية والقانون والإصلاح وإدارة الموارد الطبيعية.

## علم البيئة البشرية
علم البيئة هو علم بيولوجي بقدر ما هو علم الإنسان. علم البيئة البشرية هو تحقيق متعدد التخصصات في البيئة من جنسنا. «يمكن تعريف البيئة البشرية: (1) من وجهة نظر بيولوجية مثل دراسة الإنسان باعتباره المهيمن على البيئة في المجتمعات والأنظمة النباتية والحيوانية؛ (2) من وجهة نظر بيولوجية باعتبارها مجرد حيوان آخر يؤثر على بيئته الطبيعية ويتأثر بها و (3) كإنسان، يختلف بطريقة أو بأخرى عن الحياة الحيوانية بشكل عام، ويتفاعل مع البيئات الفيزيائية والمعدلة بطريقة مميزة وخلاقة. علم البيئة البشرية متعدد الاختصاصات حقًا.» تم تقديم المصطلح رسميًا في عام 1921، لكن العديد من علماء الاجتماع والجغرافيين وعلماء النفس وغيرهم من التخصصات كانوا مهتمين بالعلاقات الإنسانية بالنظم الطبيعية قبل قرون، خاصة في أواخر القرن التاسع عشر.
التعقيدات البيئية التي يواجهها البشر من خلال التحول التكنولوجي في كوكبنا جلبت لنا حقبة مقترحة تدعى الأنثروبوسين. ولدت هذه المجموعة الفريدة من الظروف، الحاجة إلى علم موحد جديد يسمى «النظم البشرية والطبيعية المقترنة» التي تبني عليها، لكنها تتجاوز مجال البيئة البشرية. ترتبط النظم الإيكولوجية بالمجتمعات البشرية من خلال الوظائف الحرجة والشاملة التي تدعمها. اعترافًا بهذه الوظائف وعدم قدرة طرق التقييم الاقتصادي التقليدية لمعرفة القيمة في النظم الإيكولوجية، كان هناك اهتمام كبير برأس المال الاجتماعي والطبيعي، مما يوفر وسيلة لوضع قيمة على مخزون المعلومات والمواد واستخدامها الناجمة عن السلع وخدمات النظام البيئي. تنتج النظم الإيكولوجية وتنظمها وتحافظ عليها وتزودها بخدمات ضرورية ومفيدة لصحة الإنسان (الإدراكية والفسيولوجية) والاقتصادات، بل إنها توفر وظيفة معلومات أو مرجعية كمكتبة حية توفر فرصًا للعلم والتنمية المعرفية لدى الأطفال المشاركين في تعقيد العالم الطبيعي. ترتبط النظم الإيكولوجية بشكل مهم بالبيئة البشرية لأنها الأساس الأساسي للاقتصاد العالمي مثل كل سلعة، وقدرة التبادل تنبع في النهاية من النظم الإيكولوجية على الأرض.

## مستويات التنظيم ومجاله وحجمه
يضم علم البيئة في مجاله مصفوفةً واسعةً من المستويات المتفاعلة من التنظيم بدءًا من المستوى الدقيق (كالخلايا) حتى الظواهر على مستوى الكوكب (كالغلاف الحيوي). تحتوي الأنظمة البيئية، على سبيل المثال، على موارد لاحيوية وأشكال متفاعلة من الحياة (أي الكائنات العضوية المفردة التي تتراكم لتشكل تجمعات سكانية تتراكم بدورها لمجتمعات بيئية متمايزة). الأنظمة البيئية ديناميكية، ولا تتبع دائمًا مسارًا تتابعيًا خطيًا، بل هي تتغير دائمًا، أحيانًا بسرعة وأحيانًا ببطء شديد إلى درجة أن العمليات البيئية تستغرق آلاف السنين حتى تأتي بالمراحل المتتابعة للغابة. يمكن أن يغطي مجال النظام البيئي مساحات متباينة بشكل كبير، من مساحات صغيرة حتى مساحات واسعة. ليست الشجرة الواحدة ذات أثر كبير في تصنيف النظام البيئي لغابة، ولكنها ذات أهمية محورية بالنسبة للكائنات العضوية التي تعيش فيها وعليها. يمكن لأجيال متعددة من حشرات المن أن تعيش خلال فترة حياة ورقة شجر واحدة. وكل من حشرات المن هذه، بدوره، يدعم حياة مجتمعات بكتيرية متنوعة. لا يمكن تفسير طبيعة الروابط في المجتمعات البيئية بمعرفة تفاصيل كل من الأنواع بعزلة عن غيرها، لأن النمط الظاهر لا يمكن الكشف عنها ولا التنبؤ به حتى يدرس النظام البيئي ككل متكامل. ولكن بعض المبادئ البيئية تشهد خصائص جمعية يكون فيها مجموع المكونات قادرًا على تفسير خصائص الكل، ككون معدل ولادات تجمع سكاني ما مساويًا لمجموع الولادات الفردية في إطار زمني محدد.
يشهد الفرعان الأساسيان لعلم البيئة، وهما علم بيئة التجمعات السكانية (أو المجتمعات) وعلم بيئة الأنظمة البيئية، اختلافات ليس فقط في الحجم، بل أيضًا في مبنيين متباينين للمجال. إذ يركز الفرع الأول على توزع الكائنات العضوية ووفرتها، في حين يركز الأخير على تدفقات المادة والطاقة.

### التراتبية
يمكن أن يعمل حجم أو نطاق الديناميكية البيئية كنظام مغلق، كهجرة حشرات المن على شجرة واحدة، مع بقائه في الوقت ذاته مفتوحًا فيما يخص التأثيرات على نطاق أوسع، كالغلاف الجوي أو المناخ؛ لذلك يصنف علماء البيئة الأنظمة البيئية تراتبيًا بتحليل البيانات المجموعة من وحدات أصغر حجمًا، كالتجمعات النباتية، والمناخ، وأنواع التربة، وإكمال هذه المعلومات للتعرف على الأنماط الظاهرة للتنظيم الموحد والعمليات التي تعمل على نطاقات محلية إلى إقليمية، وعلى نطاق المنظر الطبيعي، وعلى النطاقات الزمنية.
لهيكلة دراسة البيئة ضمن إطار يمكن إدارته مفاهيميًا؛ ينظم العالم الحيوي إلى تراتب متداخل، يتراوح في الحجم من المورثات، إلى الخلايا، إلى الأنسجة، إلى الأعضاء، إلى الكائنات العضوية، إلى الأنواع، إلى التجمعات السكانية، إلى المجتمعات، إلى الأنظمة البيئية، إلى الوحدة الأحيائية (الحيوم)، حتى مستوى الغلاف الحيوي. يشكل هذا الإطار هيكلًا متنوعًا ويشهد سلوكًا غير خطي؛ وهذا يعني أم «السبب والنتيجة غير متناسبين، بحيث يمكن أن تؤدي تغيرات صغيرة لمتغيرات حرجة، كعدد مثبتات النتروجين، إلى تغيرات كبيرة نسبيًا قد تكون غير عكوسة لخصائص النظام».

### التنوع الحيوي
يصف التنوع الحيوي تنوع الحياة من المورثات حتى الأنظمة البيئية، ويمسح كل مستوى من التنظيم البيئي. للمصطلح عدة تفسيرات، وهناك عدة طرق للإشارة إلى هذا التنظيم المعقد، وقياسه وتصنيفه وتمثيله. يشمل التنوع الحيوي تنوع الأنواع، وتنوع الأنظمة البيئية، والتنوع الوراثي، ويهتم العلماء بطريقة تأثير هذا التنوع على العمليات البيئية المعقدة التي تعمل على كل من هذه المستويات وبينها. يلعب التنوع الحيوي دورًا مهمًا في خدمات النظام البيئي التي تحافظ بالتعريف على جودة الحياة البشرية وتحسنها. تتطلب أولويات الحماية البيئية وطرق الإدارة مقاربات مختلفة واعتبارات متباينة لتغطية النطاق البيئي الكامل للتنوع الحيوي. يتهم رأس المال الطبيعي الذي يدعم حياة التجمعات السكانية ضروري للمحافظة على خدمات النظام البيئي وهجرة الأنواع (كمجاري الأسماك النهرية والسيطرة على الحشرات الطائرة) بكونه إحدى الآليات التي تواجه من خلالها خسارات هذه الخدمات. لفهم التنوع الحيوي تطبيقات عملية لمخططي الحماية البيئية على مستوى النوع وعلى مستوى النظام البيئي إذ يقدمون توصياتهم الإدارية للشركات الاستشارية والحكومات والصناعة.
المسكن
يصف مسكن النوع البيئة التي يعرف أن النوع يوجد فيها ونوع المجتمع الذي ينشأ بالنتيجة. وعلى وجه التحديد، «يمكن تعريف المساكن بأنها مناطق في المساحة البيئية تتألف من عدة أبعاد، يمثل كل منها متغيرًا بيئيًا حيويًا أو لا حيوي؛ أي كل مكون أو خاصية للبيئة تتعلق بشكل مباشر (كالكتلة الحيوية المستخدمة في الأعلاف وجودة الأعلاف) أو بشكل غير مباشر (كالارتفاع عن سطح البحر) باستخدام موقع من قبل الحيوان». على سبيل المثال، يمكن أن يكون المسكن بيئةً مائيةً أو أرضيةً يمكن تصنيفها بشكل أدق لنظام بيئي جبلي أو ألبي. توفر تحولات المساكن دليلًا على التنافس في الطبيعة حيث يتغير تجمع سكاني بالنسبة للمساكن التي يشغلها معظم أفراد النوع. على سبيل المثال، لتجمع سكاني من أحد أنواع السحالي الاستوائية (تروبيدوروس هيسبيدوس) جسم مفلطح بالنسبة إلى التجمعات السكانية التي تعيش في غابات السافانا المفتوحة. تختبئ المجموعات التي تعيش على الصخور الناتئة المعزولة في الصدوع حيث يوفر جسمها المفلطح ميزة اصطفائية لها. يحدث تحول المساكن أيضًا في التاريخ التطوري لحياة البرمائيات، وفي الحشرات التي تنتقل من مساكن مائية إلى مساكن أرضية. يستخدم مصطلحا المسكن والموئل الحيوي أحيانًا بشكل تبادلي، ولكن الأول ينطبق على بيئة المجتمع، في حين ينطبق الأخير على بيئة النوع.

### المثوى
ترجع تعريفات المثوى إلى 1917، ولكن ج. إيفلين هتشنسون أجرى تطويرات مفاهيمية في 1957 بتقديم تعريف مقبول بشكل واسع: «مجموعة الظروف الحيوية واللاحيوية التي يستطيع فيها نوع أن يستمر ويحافظ على أحجام مستقرة للتعدادات». المثوى البيئي مفهوم مركزي في علم بيئة الكائنات العضوية وينقسم إلى المثوى الأساسي والمثوى المطبق. المثوى الأساسي مجموعة الظروف البيئية التي يستطيع نوع فيها أن يستمر. المثوى المطبق مجموعة الظروف البيئية بالإضافة إلى الظروف المتعلقة بعلم البيئة التي يستمر فيها نوع ما. التعريف الهتشنسوني معرف بشكل أكثر تخصصًا: «الفضاء الإقليدي الفائق الذي تعرف أبعاده بوصفها متغيرات بيئية وحجمه تابع لعدد المتغيرات التي قد تفترضها القيم البيئية التي يكون الكائن العضوي ذا ملاءمة إيجابية لها».
تشرح الأنماط الحيوية الجغرافية وتوزعات المجالات أو يتبنأ بها من خلال معرفة مزايا النوع ومتطلبات الموئل. للأنواع خصائص وظيفية متكيفة بشكل فريد للموئل البيئي. الميزة خاصية أو نمط ظاهري أو صفة مقاسة للكائن العضوي يمكن أن تؤثر على بقائه. تلعب المورثات دورًا مهمًا في تفاعل التعبيرات البيئية والتنموية للمزايا. تطور الأنواع المقيمة مزايا ملائمة للضغوط الانتقائية لبيئاتها المحلية. يميل هذا لأن يكلفها ميزة تنافسية ويثبط الأنواع المكيفة بشكل متشابه عن أن يكون لها نطاقات جغرافية متداخلة. ينص مبدأ الإقصاء التنافسي على أنه لا يمكن لنوعين أن يتعايشا لأجل غير مسمى من خلال الاعتياش على المورد المحدود نفسه؛ إذ سيغلب أحدهما دائمًا الآخر في المنافسة. عندما تتقاطع أنواع متكيفة بشكل متشابه جغرافيًا، يكشف التدقيق الأكبر عن فروق بيئية طفيفة في مساكنها أو متطلباتها الغذائية. ولكن بعض الدراسات التجريبية والنماذج تقترح أن الاضطرابات يمكن أن تؤدي إلى استقرار التطور المشترك والاحتلال المشترك للموئل الطبيعي من قبل أنواع متشابهة تسكن مجتمعات غنية بالأنواع. يدعى المسكن والموئل معًا موطنًا بيئيًا، وهو يعرف بصفته النطاق الكامل للمتغيرات البيئية والحيوية التي تؤثر على نوع بأكمله.

## اقرأ أيضًا
| - الأهرام البيئية - بيئة - بيئة (فيزياء حيوية) - الأنواع المهددة بالانقراض - علم الأحياء الرياضي والنظري | - تصميم بيئي - بناء الموطن - الإيكولوجيا الدقيقة - الانتقاء الطبيعي |

## وصلات خارجية
- منظمة جرينبيس (بالإنجليزية)